# Солтер, Ада
Ада Солтер (англ. Ada Salter; 20 июля 1866, Нортгемптоншир — 5 декабря 1942 или 4 декабря 1942, Баттерси), урожденная Браун — английский общественный реформатор, борец за сохранение окружающей среды, пацифист и квакер, президент Женской лиги труда и президент Национальной садовой гильдии. Она была одной из первых женщин, ставших членами лондонского Совета, первой женщиной-главой округа в Лондоне и первой женщиной-главой округа от лейбористов на Британских островах.

## Биография
Ада Браун родилась в Рондсе в Нортгемптоншире, где принимала активное участие в работе методистской церкви. Также она была членом радикального крыла Либеральной партии до того момента, как присоединилась к Общественной миссии Западного Лондона в Блумсбери, чтобы стать одной из «сестер народа» и помогать людям, живущим в трущобах Сент-Панкраса. «Сестрами» руководила Кэтрин Хьюз, вдохновленная христианская социалистка. В 1897 году Ада переехала в поселение Бермондси. Там она встретила доктора Альфреда Солтера, агностика и социалиста, который занимался медицинскими исследованиями инфекционных заболеваний на ферме в Садбери (ныне Уэмбли) в Миддлсексе. Под ее влиянием Альфред обратился в христианство и присоединился к Либеральной партии. Оба они посвятили себя Обществу Друзей (квакеров) и начали посещать собрание в Дептфорде. Они поженились в Рондсе 22 августа 1900 года.
С момента прибытия в Лондон Солтер всегда настаивала на том, чтобы жить в трущобах, среди бедных слоев общества. Затем она так же горячо настаивала на том, чтобы оставаться в лондонском районе Бермондси, месте, в которое она нашла свою любовь, несмотря на всю его серую нищету. Альфред, который был блестящим врачом, смог накопить денег, работая в качестве консультанта. Эти средства он потратил на открытие собственной медицинской практики на Джамайка-роуд. Он брал с бедных пациентов лишь небольшую сумму, а с беднейших и вовсе ничего не требовал. Солтер продолжала свою деятельность в качестве социального работника в Бермондси, где она уже имела отличную репутацию. Особенно удавалась ей работа с «самыми грубыми и жесткими» девочками-подростками. В 1902 году она временно отказалась от работы, когда у них с Альфредом родился их единственный ребенок, Ада Джойс.
Солтер была президентом Женской либеральной партии в Бермондси и Ротерхите, но в 1906 году она покинула ее после невыполнения партией обещания предоставить женщинам избирательные права и вскоре присоединилась к Независимой рабочей партии (НРП). НРП была коллективным членом Лейбористской партии и наиболее широко поддерживала идею предоставления женщинам права голосовать, а также планировала выдвинуть женщин-кандидатов на следующих выборах в Совет. Это поставило Альфреда, члена Совета Лондонского графства от либеральной партии, в неловкое положение. Поэтому в 1908 году он также оставил либералов, чтобы присоединиться к отделению НРП в Бермондси. Солтер сыграла важную роль в этом переходе. В ноябре 1909 года Солтер была избрана от НРП в муниципальный совет Бермондси, став в нем первой женщиной. Кроме того, она была первой женщиной, которая отвечала за трудовую политику в Бермондси, и в целом являлась одной из первых женщин-членов совета в Лондоне. Но эти успехи омрачила личная трагедия — в 1910 году их дочь Джойс, которой было всего восемь лет, умерла от скарлатины во время одной из эпидемий, периодически охватывавших трущобы.
Солтер ударилась в работу по линии Женской лиги труда (ЖЛТ), которую она основала в 1906 году вместе с Маргарет Макдональд, женой восходящей звезды лейбористов Джеймса Макдональда. Она стала ее первым казначеем, а затем в 1914 году ее президентом, лидером всех женщин-лейбористок в Великобритании. ЖЛТ не была привязана к какому-либо конкретному суфражистскому движению, но Солтер поддерживала ненасильственную Лигу свободы женщин, во главе которой стояла ее подруга Шарлотт Деспард, больше, чем тактику Женского социально-политического союза во главе с Эммелин Панкхёрст.
В Женской лиге труда А.Солтер проделала новаторскую исследовательскую работу по социальному жилью, стремясь не только найти способ избавиться от трущоб, но и поставить на их место типовые дома (часто высмеиваемые ее противниками как утопические), построенные специально с учетом потребностей женщин рабочего класса. Чтобы ускорить снос, она и ее товарищи по ЖЛТ призывали к созданию «Зеленого пояса» вокруг Лондона, который ограничил бы расширение трущоб. Солтер разделяла идеи Джона Рёскина, который полагал, что свежий воздух и контакт с природой улучшают не только физическое, но и моральное состояние людей. Она стала сторонником городского садоводства и пионером организованной кампании по борьбе с загрязнением воздуха в Лондоне.
Однако до 1914 года наиболее всего она была известна своей ролью в Бермондзийском бунте 1911 года. В 1910 году Солтер начала привлекать женщин местных фабрик к участию в женской профсоюзной организации, Национальной федерации женщин-рабочих (НФЖР) под руководством Мэри Макартур. Сначала результаты этой кампании были не очень впечатляющими, но неожиданно в августе 1911 года 14000 женщин объявили забастовку в знак протеста против ужасных условий труда и были услышаны. Независимая рабочая партия и Женская лига труда нарекли Солтер вдохновителем этого большого шага вперед в отношении трудовых прав женщин (хотя ее усилия были только одним из нескольких факторов). В связи с этим, а также с тем, что она вложила огромные организационные усилия в забастовку портовых рабочих 1912 года, ее чествовали крупнейшие профсоюзы, известные сегодня как Unite и GMB.
Ада Солтер c молодости всегда выступала против войны, а увлечение квакерством усилило ее пацифистские убеждения. Поэтому 1914 год стал для нее катастрофой. Она была одним из основателей Международного женского союза за мир и свободу. А с 1916 года они с Альфредом также работали в поддержку идей Братства отказников. Хотя британское правительство помешало ей посетить Гаагскую мирную конференцию в 1915 году, ей удалось добраться до Берна в качестве представителя Женской лиги труда для участия в конференции женщин-социалисток, выступавших против войны. Там она выступила против Ленина, который предлагал участникам конференции проголосовать за вооруженную революцию. Солтер и другой делегат ЖРЛ, Маргарет Бондфилд, упорно стояли на своем, и идеи Ленина не нашли широкой поддержки. В конце войны она была представителем британских делегаций на конгрессах Женской международной лиги в Цюрихе и Вене. Ее позиция в международном социалистическом движении была близка идеям Венского Интернационала, который пытался посредничать между Вторым (рабочим) и Третьим (коммунистическим) Интернационалами, но не смог их примирить.

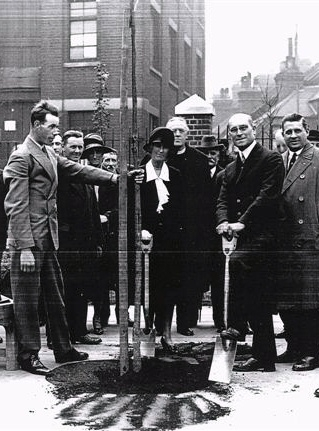
Ада Солтер сажает дерево на открытии игровой площадки. Ее муж Альфред слева.

Переизбранная в 1919 году в Совет Бермондси, Солтер уже в 1922 году была назначена главой этого округа, что сделало ее первой женщиной-главой муниципалитета в Лондоне и первой женщиной в этом статусе в Великобритании от лейбористов. В 1920 году она основала свой знаменитый Комитет по благоустройству и начала жилищную кампанию, уничтожая трущобы, которые можно было снести, и благоустраивая остальные. К 1930-м годам с ее помощью было высажено 9000 деревьев, около зданий были установлены клумбы, а все открытые пространства украшены цветами. Думая не только о благоустройстве улиц, но и осознавая важность культурного развития населения, она организовывала музыкальные концерты, художественные конкурсы, различные игры, устанавливала спортивные и детские площадки. После жестокой политической борьбы ей удалось добиться строительства своих красивых «утопических» домов в Уилсон-Гроув, где они по-прежнему стоят сегодня и рассматриваются как образцовое жилье. Ее результаты на выборах были феноменальными — ее процент голосов был одним из самых высоких в Лондоне. В 1925 году она была избрана в Совет Лондонского графства от Хакни. В 1932 году ее избрали президентом Национальной гильдии садоводов. Наконец, в 1934 году, когда Лейбористская партия под руководством Герберта Моррисона заняла большинство в Совете Лондонского графства, Солтер смогла распространить свои экосоциалистические идеи на все округа столицы. «Зеленый пояс» был закреплен законом в 1938 году.
Война, разразившаяся в начале 1939 года, воспринималась Солтер такой же катастрофой как и война, начавшаяся в начале 1914. В 1942 году дом Ады и Альфреда на Сторкс-Роуд был разбомблен, хотя им предлагали покинуть Бермондси в целях безопасности, как это делали другие. 4 декабря 1942 года она умерла на Балхам-Парк-Роуд в Баттерси, окруженная заботой своих сестер. Заупокойная служба по Солтер прошла в квакерском доме собраний Пекхэма, где она была старейшиной. В ее приходской церкви Сент-Джеймс Бермондси также была проведена мемориальная служба.

## Убеждения
Личные убеждения Ады Солтер эволюционировали из социального либерализма Хью и Кэтрин Хьюз в этический социализм Независимой рабочей партии. Подобно Альфреду, она была поклонницей идей Джузеппе Мадзини и разделяла его призыв к единству и равенству всего человечества. Это отлично согласовывалось с ее квакерскими убеждениями, что «в каждом есть что-то от Бога». На практике то, что она имела в виду под «этическими» принципами, можно выразить как принципы гуманизма, а под «социализмом», она подразумевала всемирную сеть кооперативных предприятий. Она считала, что люди станут поистине человечными, только если начнут с уважением относиться к природе и друг к другу. Подчеркивая важность экологии, она произнесла свою знаменитую фразу: «Культивация цветов и деревьев — это гражданский долг». Что касается уважения друг к другу, она полагала, что его достижение зависит не только от индивидуальных усилий. Она считала, что необходимым шагом на пути к этому является облегчение условий жизни женщин и рабочих, которые должны быть естественными союзниками в борьбе против своего угнетения. Она также считала, что этический социализм обеспечит личное счастье, при условии, что его последователь соблюдает принципы искренности и уважения к другим. «Действуйте согласно правде и убеждениям», — советовала она. — «Поступая так, человек теряет основание беспокоиться или сходить с ума от чего-либо».

## Память
Красивый сад с видом на озеро, спроектированный и созданный при участии самой Солтер, был открыт в 1936 году в парке Саутварк. Он был неофициально назван местными жителями «Сад Ады Солтер». В 1943 году это название было официально признано Советом Лондонского графства.
Также регулярно проводятся чтения имени Солтеров. Каждый год Квакерское социалистическое общество, правопреемник Общества социалистов-квакеров, к которым принадлежали Ада и Альфред, организует лекцию, посвященную памяти супругов.
Статуи Солтеров являются туристической достопримечательностью в Ротерхите. Сначала там находилась только бронзовая статуя Альфреда, установленная в 1991 году. Однако после того, как в ноябре 2011 года ее украли, была организована кампания по возведению новых памятников — как Альфреду, так и Аде — во время которой было собрано 120000 фунтов стерлингов. Получившиеся скульптуры авторства Дайана Горвина были установлены на южном берегу Темзы рядом со статуей Джойса в ноябре 2014 года. Статуя Ады стала лишь 15-й по счету публичной статуей в Лондоне, посвященной женщине.
В 2015 году по всей стране была проведена игра в память об Аде Солтер («Красный флаг над Бермондси»), которую организовал Линн Моррис.
В 2016 году появилась ее первая полная биография, «Ада Солтер — пионер этического социализма», написанная Грэмом Тейлором.